# 中隊長 (第二次世界大戦ドイツ空軍)
中隊長（ちゅうたいちょう）とは第二次世界大戦のドイツ空軍における飛行隊 (Gruppe) に次ぐ戦闘部隊単位である中隊 (Staffel) の指揮官を指す呼称 Staffelkapitän あるいは Staffelführer の訳語の一つである。エーリヒ・ハルトマンは東部戦線の第52戦闘航空団第III飛行隊第9中隊 (9./III./JG52) の中隊長を務めた。戦闘機中隊は通常中尉、あるいは大尉が指揮する。編制については戦闘航空団司令を参照。
- 英空軍では 中隊長は Squadron Leader と呼ばれる。

## 文献
- 野原茂『ドイツ空軍エース列伝』光人社、2003年、ISBN 4-7698-1152-7